# Tạ Nghi Lễ
Tạ Nghi Lễ (tên thật: Tạ Lễ, 8 tháng 10 năm 1951 - 25 tháng 7 năm 2008) là nhà văn, nhà thơ với bút danh: Tạ Tấn, Hoàng Nguyên, Mai Tấn, Ái Nghi nổi tiếng với bài thơ "Quê Mình". Tạ Nghi Lễ còn tham gia đóng phim và được xếp vào hàng kỷ lục Việt Nam!

## Tiểu sử và sự nghiệp
Tạ Nghi Lễ sinh ngày 8-10-1951, tại làng Lâm Xuân, xã Gio Mai, huyện Gio Linh, Quảng Trị. Ông tốt nghiệp trung học năm 1970, theo học đại học Luật khoa và Văn khoa tại Viện Đại học Huế (1970 - 1972), từ năm 1973 đến năm 1975 học Trường Quốc gia Hành chánh Sài Gòn.
Từ 1975 đến 1996 ông sống tại Trảng Bom - Đồng Nai, đến năm 1997 thì chuyển về Thành phố Hồ Chí Minh. Tạ Nghi Lễ là hội viên Hội Nhà văn Việt Nam, Hội Nhà văn Thành phố Hồ Chí Minh, Hội Điện ảnh Việt Nam, Hội Điện ảnh Thành phố Hồ Chí Minh.
Tạ Nghi Lễ làm khá nhiều nghề, đầu tiên là dạy học và được biết đến nhiều nhất với tư cách một nhà thơ, nhà báo. Những năm sau này, ông còn trở thành gương mặt quen thuộc khi thường xuyên làm nghệ sĩ ngâm thơ trên truyền hình và nhiều nhất là đóng phim.
Tạ Nghi Lễ là nhà thơ đi đóng phim thuộc vào hàng kỷ lục của Việt Nam với khoảng 30 bộ phim mà vai đầu tiên ông diễn là trong Người đẹp Tây Đô (đạo diễn: Lê Cung Bắc). Ông đóng phim không vì sinh kế mà đơn giản vì ham vui. Những vai diễn của Tạ Nghi Lễ thường "đóng khung" trong các vai thầy giáo, linh mục… do ông từng gõ đầu trẻ và cũng là một tín đồ Công giáo nên luôn diễn xuất một cách tự nhiên. Trong bộ phim điện ảnh Hải Nguyệt, ông vào vai một thương gia chủ hãng nước mắm (đây là vai lớn nhất của đời ông), tưởng rằng vai này "trái nghề" nhưng ông cũng "vô ngọt xớt".
Với cái vóc dạng khỏe mạnh, tráng kiện của mình, ông đã làm người ta tin và được mời làm quảng cáo cho những sản phẩm mang lại sức khỏe cho mọi người.

## Tác phẩm đã xuất bản
- Yêu một người làm thơ, truyện dài, 1990
- Nàng hải sư và tôi, tập truyện, 1992
- Những mảnh đời khác nhau, tập truyện, 1995
- Những khoảng trời trong sáng, tập thơ, 1995
- Đi qua lời nguyền, kịch bản phim, 1997
- Ngày về, kịch bản phim, 1999

## Vai diễn điện ảnh
| Năm  | Tựa phim          | Vai diễn  | Hình thức            | Đạo diễn        | Chú thích |
| ---- | ----------------- | --------- | -------------------- | --------------- | --------- |
| 1996 | Người đẹp Tây Đô  |           | Dài tập              | Lê Cung Bắc     |           |
| 1998 | Hải Nguyệt        | Hải Hương | Điện ảnh             | Trần Mỹ Hà      |           |
| 2001 | Nỗi niềm với biển |           | Điện ảnh truyền hình | Trần Quang Minh |           |
| 2002 | Cây huê xà        |           | Điện ảnh truyền hình | Xuân Cường      |           |
| 2003 | Đối mặt           |           | Ngắn tập             | Trần Vịnh       |           |